# Lill-Siktensjön
Lill-Siktensjön är en sjö i Örnsköldsviks kommun i Ångermanland och ingår i Gideälvens huvudavrinningsområde. Sjön är 25 meter djup, har en yta på 0,03 kvadratkilometer och är belägen 191 meter över havet.